# 1940 w literaturze
Wydarzenia literackie w 1940 roku.

## Wydarzenia
- polskie
  - w Generalnym Gubernatorstwie Hans Frank rozwiązał wszystkie stowarzyszenia kulturalne i polityczne
  - w Warszawie Julian Manteuffel i Julian Krzyżanowski powołali tajny uniwersytet nauk historycznych i polonistyki
- zagraniczne
  - w Londynie ukazał się pierwszy numer Dziennika Polskiego, pisma emigracyjnego rządu polskiego

## Nowe książki
- zagraniczne
  - Michaił Bułhakow – Mistrz i Małgorzata (Мастер и Маргарита)
  - Raymond Chandler – Żegnaj, laleczko (Farewell, My Lovely)
  - Agatha Christie – Zerwane zaręczyny (Sad Cypress)
  - Graham Greene – Moc i chwała (The Power and the Glory)
  - Ernest Hemingway – Komu bije dzwon (For Whom the Bell Tolls)
  - Arthur Koestler – Ciemność w południe (Darkness at Noon)
  - Michaił Szołochow – Cichy Don (Тихий Дон)

## Nowe poezje
- zagraniczne
  - Federico García Lorca
    - Poeta w Nowym Jorku (Poeta en Nueva York, pośm)
    - Dywan z Tamarytu (El Diván del Tamarit, pośm.)

## Nowe prace naukowe
- zagraniczne
  - Marc Bloch
    - Pochwała historii (Apologie pour l’Histoire)
    - Społeczeństwo feudalne (La société féodale)

  - Nikoła Wapcarow – Pieśni motoru

## Urodzili się
- 4 stycznia
  - Jiří Kratochvil, czeski prozaik, eseista i dramaturg
  - Gao Xingjian, chiński prozaik i dramaturg, laureat Nagrody Nobla
- 6 stycznia – Alicja Wołodźko-Butkiewicz, polska tłumaczka literatury rosyjskiej (zm. 2022)
- 9 stycznia – Pierre Guyotat, francuski pisarz (zm. 2020)
- 10 stycznia – Jan Pieszczachowicz, polski krytyk literacki, publicysta i dziennikarz
- 13 stycznia – Edmund White, amerykański powieściopisarz, dramatopisarz, nowelista i krytyk literacki
- 15 stycznia – Luis Racionero, hiszpański eseista (zm. 2020)
- 22 stycznia – Tadeusz Kwiatkowski-Cugow, polski poeta, prozaik, eseista (zm. 2008)
- 26 stycznia – Edward Chudziński, polski historyk literatury, publicysta i felietonista
- 28 stycznia – Miguel Barnet, kubański poeta i pisarz
- 31 stycznia – Kyriakos Charalambides, grecki poeta pochodzenia cypryjskiego
- 2 lutego – Thomas M. Disch,  amerykański pisarz, poeta i krytyk (zm. 2008)
- 9 lutego – John Maxwell Coetzee, południowoafrykański i australijski pisarz, laureat Nagrody Nobla
- 16 lutego – Roberto Innocenti, włoski ilustrator
- 17 lutego – Hyun Kil-un, południowokoreański pisarz (zm. 2020)
- 20 lutego – Salomea Kapuścińska, polska poetka (zm. 2016)
- 24 lutego
  - Inger Alfvén, szwedzka pisarka (zm. 2022)
  - Barbara Sadowska, polska poetka (zm. 1986)
- 26 lutego – Agneta Pleijel, szwedzka poetka, powieściopisarka, dramatopisarka i tłumaczka
- 7 marca – Tony Conrad, amerykański awangardowy artysta i pisarz (zm. 2016)
- 12 marca
  - Hartmut Handt, niemiecki pisarz i tekściarz
  - Thomas R.P. Mielke, niemiecki pisarz (zm. 2020)
- 17 marca – Jacek Baluch, polski tłumacz i literaturoznawca (zm. 2019)
- 19 marca – Margaret Todd, polska pisarka fantastyki naukowej
- 20 marca – Sapardi Djoko Damono, indonezyjski poeta, literaturoznawca i tłumacz (zm. 2020)
- 30 marca
  - Pedro Shimose, boliwijski poeta i eseista
  - Uwe Timm, niemiecki pisarz
- 4 kwietnia – Sven Holm, duński pisarz (zm. 2019)
- 10 kwietnia – Clark Blaise, kanadyjski pisarz
- 11 kwietnia – Emmanuel Hocquard, francuski poeta (zm. 2019)
- 13 kwietnia
  - Jean-Marie Gustave Le Clézio, francuski powieściopisarz, laureat Nagrody Nobla
  - Michael Herr, amerykański pisarz i korespondent wojenny (zm. 2016)
- 15 kwietnia
  - Jeffrey Archer, angielski powieściopisarz
  - Zsuzsa Vathy, węgierska pisarka (zm. 2017)
- 16 kwietnia – Rolf Dieter Brinkmann, niemiecki pisarz (zm. 1975)
- 24 kwietnia – Sue Grafton, amerykańska pisarka powieści kryminalnych (zm. 2017)
- 30 kwietnia – Jeroen Brouwers, holenderski pisarz (zm. 2022)
- 1 maja – Edward Redliński, polski pisarz (zm. 2024)
- 4 maja – Robin Cook, amerykański pisarz thrillerów medycznych
- 7 maja – Angela Carter, angielska pisarka (zm. 1992)
- 8 maja – Peter Benchley, amerykański pisarz i scenarzysta (zm. 2006)
- 13 maja – Bruce Chatwin, angielski pisarz (zm. 1989)
- 18 maja
  - Jan Czykwin, białoruski i polski poeta, historyk literatury, tłumacz (zm. 2022)
  - Małgorzata Szpakowska, polska krytyczka literacka, historyk literatury
- 20 maja – William Hawkins, kanadyjski muzyk i poeta (zm. 2016)
- 24 maja – Iosif Brodski, rosyjski pisarz, noblista (zm. 1996)
- 28 maja – Danuta Knysz-Tomaszewska, polska historyk literatury, edytorka i tłumaczka
- 31 maja – Gilbert Shelton, amerykański twórca komiksów
- 6 czerwca – Homero Aridjis, meksykański pisarz
- 10 czerwca – Nina Karsov, polska pisarka, tłumaczka i wydawczyni
- 16 czerwca – Lillemor Östlin, szwedzka pisarka (zm. 2020)
- 18 czerwca
  - Wojciech Piotrowicz, polski poeta i tłumacz
  - Mirjam Pressler(inne języki), niemiecka nowelistka i tłumaczka (zm. 2019)
- 23 czerwca – Amal Dunkul, egipski poeta (zm. 1983)
- 9 lipca – Anna Bańkowska, polska tłumaczka
- 14 lipca
  - Jadwiga Dorr, polska poetka i filolog
  - Susan Howatch, brytyjska powieściopisarka
- 27 lipca – Bharati Mukherjee, amerykańska pisarka bengalskiego pochodzenia (zm. 2017)
- 31 lipca – Fleur Jaeggy, szwajcarska pisarka
- 1 sierpnia – Horst Herrmann, niemiecki pisarz, teolog (zm. 2017)
- 16 sierpnia – Zyta Oryszyn, polska pisarka (zm. 2018)
- 22 sierpnia – Yambo Ouologuem, malijski pisarz (zm. 2017)
- 24 sierpnia – Sharon Butala, kanadyjska pisarka
- 31 sierpnia – Dorrit Willumsen, duńska powieściopisarka i nowelistka
- 1 września – Annie Ernaux, francuska pisarka, laureatka Nagrody Nobla
- 3 września – Eduardo Galeano, urugwajski dziennikarz i pisarz (zm. 2015)
- 9 września – Vicente Segrelles, hiszpański twórca komiksów
- 11 września – Andrzej Mencwel, polski historyk literatury, krytyk literatury, eseista
- 12 września – Ryszard Binkowski, polski prozaik (zm. 2023)
- 15 września – Norman Spinrad, amerykański pisarz science fiction oraz krytyk fantastyki
- 18 września – Andrew Tarnowski, brytyjski pisarz i reporter polskiego pochodzenia
- 19 września – Ireneusz Kania, polski tłumacz i pisarz (zm. 2023)
- 22 września – Thomas Harris, amerykański dziennikarz i pisarz thrillerów
- 28 września – Ryszard Kornacki, polski poeta, prozaik i publicysta (zm. 2023)
- 3 października
  - Franciszek Kamecki, polski poeta
  - Franciszek Ziejka, polski historyk literatury (zm. 2020)
- 5 października
  - Joseph Kohnen, luksemburski literaturoznawca i historyk literatury niemieckiej (zm. 2015)
  - Elżbieta Morawiec, polska publicystka, tłumaczka, krytyk literacki (zm. 2022)
- 12 października – Krzysztof Choiński, polski dramaturg, tłumacz, prozaik
- 15 października – Fanny Howe, amerykańska poetka i prozaiczka
- 20 października – Nikita Mandryka, francuski rysownik komiksów (zm. 2021)
- 28 października – Danièle Sallenave, francuska pisarka
- 31 października – Adam Fiala, polski powieściopisarz i ilustrator
- 9 listopada – Sam Savage, amerykański powieściopisarz (zm. 2019)
- 14 listopada – Janusz Bogdan Roszkowski, polski poeta, prozaik, eseista oraz tłumacz literatury szwedzkiej
- 15 listopada – Janusz Szymański, polski pisarz i poeta (zm. 2016)
- 22 listopada – Andrzej Żuławski, polski reżyser i pisarz (zm. 2016)
- 26 listopada – Konrad Frejdlich, polski poeta, prozaik, tłumacz (zm. 2018)
- 5 grudnia – Niko Grafenauer, słoweński poeta, eseista, historyk i teoretyk literatury, redaktor oraz tłumacz
- 17 grudnia – Édika, francuski twórca komiksów
- 25 grudnia – Seweryna Wysłouch, polska filolog, literaturoznawczyni
- 27 grudnia – Natan Tenenbaum, polski satyryk, poeta i autor tekstów scenicznych (zm. 2016)
- Fatema Mernissi, marokańska pisarka (zm. 2015)
- Jerzy Szatkowski, polski poeta (zm. 2019)

## Zmarli
- 18 stycznia – Kazimierz Przerwa-Tetmajer, polski poeta, nowelista, powieściopisarz i dramaturg (ur. 1865)
- 19 stycznia – Ignacy Chrzanowski, polski historyk literatury (ur. 1866)
- 27 stycznia – Isaak Babel, rosyjski pisarz żydowskiego pochodzenia (ur. 1894)
- 11 lutego – John Buchan, szkocki pisarz i polityk (ur. 1875)
- 4 marca – Hamlin Garland, amerykański pisarz (ur. 1860)
- 10 marca
  - Michaił Bułhakow, rosyjski pisarz (ur. 1891)
  - Agnes von Krusenstjerna, szwedzka pisarka modernistyczna (ur. 1894)
- 16 marca – Selma Lagerlöf, szwedzka pisarka, noblistka w 1909 r. (ur. 1858)
- kwiecień – Władysław Sebyła, polski poeta, tłumacz i malarz (ur. 1902)
- 14 maja – Menno ter Braak, holenderski pisarz, eseista, krytyk literacki (ur. 1902)
- 20 maja – Verner von Heidenstam, szwedzki prozaik i poeta, laureat Nagrody Nobla (ur. 1859)
- 16 czerwca – DuBose Heyward, amerykański pisarz, poeta i dramaturg (ur. 1885)
- 21 czerwca – Hendrik Marsman, holenderski pisarz, poeta i krytyk literacki (ur. 1899)
- 22 czerwca – Walter Hasenclever, niemiecki poeta i dramaturg (ur. 1890)
- 2 lipca – Ladislav Nádaši-Jégé, słowacki lekarz, prozaik, nowelista (ur. 1866)
- 5 lipca – Carl Einstein, niemiecki pisarz i badacz historii literatury (ur. 1885)
- 21 sierpnia – Jerzy Bandrowski, polski pisarz (ur. 1883)
- 11 września – Hermann Stehr, niemiecki pisarz (ur. 1864)
- 22 listopada – Wacław Berent, polski pisarz i tłumacz okresu modernizmu (ur. 1873)
- 27 listopada – Nicolae Iorga, rumuński krytyk literacki, pamiętnikarz, dramaturg, poeta (ur. 1871)
- 21 grudnia – Francis Scott Fitzgerald, amerykański pisarz (ur. 1896)
- 22 grudnia – Nathanael West, amerykański pisarz i scenarzysta (ur. 1903)
- 27 grudnia – Ella Rhoads Higginson, amerykańska poetka (ur. 1862)
- 30 grudnia – Gjergj Fishta, albański poeta i tłumacz, ksiądz (ur. 1871)

Brak dziennej daty:
- Maria Rakowska, polska tłumaczka, literaturoznawczyni i pisarka (ur. 1864)
- Maria Jehanne Wielopolska, polska pisarka, publicystka i krytyk literacki (ur. 1885)

## Nagrody
- Nagroda Nobla – nie przyznano
- Nagroda Pulitzera (powieść) – John Steinbeck za Grona gniewu (The Grapes of Wrath)